# Refošk
Refošk je avtohtona primorska sorta rdečega vina. Je temno vijoličasto–rdeče barve s kiselkastim okusom in vrsto prijetnih sadnih okusov po ribezu ali malinovcu. Prisoten je nekoliko travnat priokus. Sčasoma se sadni okusi razvijejo v prijeten buket. Odlično se prilega k različnim mesnim jedem in pikantnim sirom. Če ni bogato s tanini, ga serviramo pri temperaturi 16 °C, oziroma pri 18 °C, če jih vsebuje. Refošk se vse bolj uveljavlja tudi kot starano vino.
Trta refošk daje na rdeči kraški zemlji (jerini) vino teran.

## Zgodovina
Po zanimivih istrskih vaseh, ločenih od razvitega mesta in nasploh gneče se je na številnih vinorodnih flišnih gričih razvilo vinogradništvo in s tem ljubezen do vina. Tu domačini hranijo v svojih kleteh pravi ponos slovenskih vin. To je temno rdeče vino z imenom refošk. Številni zgodovinski viri temeljijo na tem, da je refošk ena od številnih avtohtonih trtnih vrst Furlanske krajine. Natančneje izvira z območja med Krasom in Koprskim primorjem.

## Tla
Ta vrsta je zelo posebna, kajti se prilagodi različnim vrstam tal, tudi zahtevnim lapornim in ilovnatim tlom, ki so sicer zelo slabo odporne proti površinskem odnašanju.

## Trta
List te sorte je temnozelene barve in nepravilno koničasto nazobčan. Rdeče barve sta listni pecelj ter žila. Trta je zelo odporna proti številnim boleznim, kajti je zelo močna. Popki omogočajo velik pridelek. Najbolje je zasaditev v širokih vrstah.
Grozd te vrste je precej velik in zelo razvejen. Ko grozdje dozori je precej temno rdeče barve. Jagode so eliptične oblike, srednje velikosti in prevlečene z relativno tanko lupino. Jagodno meso je kislega okusa, včasih zorenje ni pravilno in tako dobimo jagode zelo svetle barve. Te vsebujejo tri podolgovate peške.

## Vino
Vino se s svojo posebno aromo odlično prilega odličnim istrskim jedem. Odlični degustatorji pravijo, da je v njem mogoče zaznati okus morja ter laporne zemlje. Povpraševanje po rdečih vinih pa se je povečalo prav na račun številnih zdravilnih lastnosti. Snovi, kot sta proantocianodola in resverotrola se nahajajo v trdnih delih grozdja in pešk refoška. Vino vsebuje snov, ki pomaga pri premagovanju bolezni, predvsem pri aterosklerozi. Prav tako vsebuje salicilno kislino, drugače znano kot sestavino aspirina. Refošk kot sam vsebuje manjši odstotek alkohola in nežnejšo mlečno kislino, ki ima odločilno vlogo pri prebavi. Na obali, natančneje v Marezigah se vsako leto odvija tradicionalni Praznik refoška, kjer se prirejajo različna tekmovanja v kakovosti vina ter pokušine le tega prav tako.